# Federico Nitti
Pour les articles homonymes, voir Nitti.
Compléments
Federico Nitti, ou Frédéric Nitti, est un médecin et biologiste italien, naturalisé français, né en 1903 à Ischia et mort en 1947 à Rome, surtout connu pour avoir participé à la découverte des propriétés thérapeutiques des sulfamides.

## Biographie
Fils de Francesco Saverio Nitti, homme d'État italien antifasciste qui fut président du Conseil, petit-fils par sa mère du juriste et poète Federico Persico (it), Federico Nitti commence des études de médecine à l'université de Naples, où il devient assistant en histologie du professeur Martelli. Mais en 1925, sous les persécutions des fascistes qui saccagent le domicile de sa famille, il lui faut suivre les siens en exil. Ils séjournent d'abord à Zurich jusqu'en 1927, puis s'installent à Paris où Federico poursuit ses études à la faculté de médecine.
Externe des hôpitaux en 1929, Nitti s'inscrit au grand cours puis au cours sur les fermentations de l'Institut Pasteur et, en 1933, il entre comme stagiaire dans le laboratoire de microbiologie de l'institut, dirigé par l'Italien Alessandro Salimbeni (it) auprès duquel il se consacre à l'étude des streptocoques. En 1935, il soutient une thèse sur « la vaccinothérapie de l'asthme bronchique » et obtient avec mention son diplôme de docteur en médecine.
Nitti bénéficie d'une bourse de l'Institut Pasteur. Il rejoint alors le laboratoire de chimie thérapeutique d'Ernest Fourneau. Avec Daniel Bovet, futur prix Nobel, Jacques Tréfouël, futur directeur de l'Institut, et Thérèse Tréfouël, il y étudie les propriétés thérapeutiques de composés organiques du soufre, tout spécialement de la sulfamidochrysoïdine, médicament antibactérien mis au point en Allemagne par Gerhard Domagk et commercialisé sous le nom de Prontosil, dont l'équipe du laboratoire de chimie thérapeutique découvre l’agent actif, le para-aminophénylsulfamide ou sulfanilamide, ouvrant ainsi la voie de la chimiothérapie des sulfamides.
Nitti est élu membre de la Société de chimie biologique en 1936. En 1938, il effectue un stage chez Rhône-Poulenc. L'année suivante, en 1939, sa sœur Filomena (it) épouse Bovet et, à la veille de la Seconde Guerre mondiale, il obtient la citoyenneté française. En 1940, il est nommé directeur du laboratoire de bactériologie du service de chimie thérapeutique de l’Institut Pasteur. Il commence des études sur la pénicilline et sur le bacille de Koch.
Parallèlement, entré dans la Résistance sous le nom de Dr Morin, inscrit en 1944 au Parti communiste, il a créé en 1942 avec Jacques Tréfouël, à la demande de Louis Pasteur Vallery-Radot et Paul Milliez, un dépôt clandestin qui approvisionne les Forces françaises de l'intérieur en médicaments, sérums, vaccins et matériels. C’est à ce titre qu’il reçoit, en 1945, la médaille de la Résistance, et c'est pour ses contributions scientifiques qu’il est décoré de la Légion d’honneur en 1946.
À la Libération, Federico Nitti décide de rentrer en Italie pour y suivre son beau-frère, Daniel Bovet, au laboratoire de chimie thérapeutique de l'Institut supérieur de la santé (it) de Rome. Mais en quittant l'Institut Pasteur, il se contamine accidentellement avec une culture du bacille de Koch particulièrement virulente, et il contracte une forme foudroyante de tuberculose. En l’absence de thérapie efficace, il meurt le 2 mars 1947.

## Publications
- 1935 : « Activité du p-aminophénylsulfamide sur l’infection streptococcique expérimentale de la souris et du lapin », C. r. séances Soc. biol., vol. 120,‎ 23 novembre, p. 756 (avec J. et Th. Tréfouël et D. Bovet).
- 1936 : « Chimiothérapie des infections streptococciques par les dérivés du p-aminophénylsulfamide », C. r. séances Soc. biol., vol. 122,‎ 1936, p. 258-259 (avec E. Fourneau, J. et Th. Tréfouël et D. Bovet).
- 1936 : « Action du p-aminophénylsulfamide sur les moisissures », C. r. séances Soc. biol. fil., vol. 122,‎ 1936, p. 652-654, avec E. Fourneau, J. et Th. Tréfouël et D. Bovet.
- 1937 : « Action antistreptococcique des dérivés sulfurés organiques », C. R. hebd. séances Acad. sci., vol. 204, no 23,‎ 1er semestre 1937, p. 1763-1766 (lire en ligne) (avec E. Fourneau, J. et Th. Tréfouël et D. Bovet).
- 1937 : « Chimiothérapie de l'infection pneumococcique par la di-(p-acétylaminophényl)-sulfone (1399 F) », C. r. hebd. séances Acad. sci., vol. 205,‎ 1937, p. 299-300 (lire en ligne) (avec E. Fourneau, J. et Th. Tréfouël et D. Bovet).
- 1937 : « Rapport entre la constitution chimique et l'activité thérapeutique antimicrobienne des dérivés organiques du soufre : Phénylsulfamide, diphénylsulfures, diphénylsulfone », Bulletin de l'Académie nationale de médecine, vol. 118,‎ 1937, p. 210-217 (avec E. Fourneau, J. et Th. Tréfouël et D. Bovet).
- 1937 : « À propos de l'action sur le sang des dérivés de l'aniline », Bull. Acad. nat. méd., vol. 118,‎ 1937, p. 556-557 (avec E. Fourneau, J. et Th. Tréfouël et D. Bovet).
- 1938 : « Action antistreptococcique des p-aminophényl-alcoylsulfones et de quelques dérivés sulfurés voisins », C. r. séances Soc. biol. fil., vol. 127,‎ 1938, p. 393-397 (avec E. Fourneau, J. et Th. Tréfouël et D. Bovet).
- 1939 : Traitement de la gonorrhée  (préf. Félix Legueu et Ernest Fourneau), Paris, Masson, 1939 (avec Mariot Max Palazzoli).
- 1945 :La Pénicilline et ses applications cliniques  (préf. Jacques Tréfouël), Paris, éditions médicales Flammarion, 1949 (avec René Martin, Bernard Sureau et Jean Berrod),

## Iconographie
- Federico Nitti en 1947, dans le laboratoire de Domenico Marotta (it) à l'Institut supérieur de la santé. (Consulté le 27 novembre 2012.)

## Sources
- Institut Pasteur, Federico Nitti (1903-1947).

- (it) Cet article est partiellement ou en totalité issu de l’article de Wikipédia en italien intitulé « Federico Nitti » (voir la liste des auteurs).